# Barbara Patrick
Barbara Patrick (* 6. September 1961 als Barbara Hooper) ist eine US-amerikanische Schauspielerin.

## Leben
Noch unter ihrem Namen Geburtsnamen begann Patrick ihre Filmkarriere 1987 in einer Nebenrolle im Low-Budget-Film Killer Instinkt von Cirio H. Santiago. Die Hauptrolle spielte Robert Patrick, mit dem sie eine Beziehung begann und den sie im November 1990 heiratete. Bei den meisten ihrer auf die Hochzeit folgenden Filmrollen spielte sie an der Seite ihres Mannes. Sie hatte zudem eine Gastrolle in der Fernsehserie Akte X – Die unheimlichen Fälle des FBI während ihr Mann dort eine der Hauptrollen spielte. Eine weitere erwähnenswerte Filmrolle hatte sie in Cirio H. Santiagos Endzeitfilm The Sisterhood.
Aus der Ehe hat Patrick zwei Kinder. Durch die Ehe ist sie Schwägerin des Sängers und Gitarristen Richard Patrick.

## Filmografie (Auswahl)
- 1987: Killer Instinkt (Killer Instinct)
- 1988: Magic Movie (The Wizard of Speed and Time)
- 1988: The Sisterhood
- 1992: Eddie Presley
- 1994 Body Shot – Ums nackte Überleben (Body Shot)
- 1994 Zero Tolerance
- 1995: Lord of Illusions
- 1999 Shogun Cop
- 2002 Out of These Rooms